# Плечевое нервное сплетение
Плечево́е не́рвное сплете́ние (лат. plexus brachialis) — это нервное сплетение 4 нижних шейных нервов и передней ветвью 1-го грудного нерва, в результате которого формируются нервы плечевого пояса и свободной верхней конечности. Нервы плечевого сплетения иннервируют кожу верхней конечности, а также её мышцы.
Различают надключичную и подключичную части плечевого сплетения. Надключичная часть располагается в боковом треугольнике шеи, а подключичная — в подмышечной ямке.
Передние ветви образуют три основных нервных ствола — верхний, средний и нижний. Далее они разветвляются и в подмышечной ямке и образуют латеральный, медиальный и задний пучки, прилегающие с трёх сторон к подмышечной артерии. Короткие ветви нервных стволов, выходящие из плечевого сплетения в основном иннервируют кости и мягкие ткани плечевого пояса, длинные — свободную часть руки.

## Короткие ветви
К коротким ветвям относятся следующие 8 нервов:
- Дорсальный нерв лопатки (n. dorsalis scapulae) — иннервирует мышцу, поднимающую лопатку, большую и малую ромбовидные мышцы;
- Длинный грудной нерв (n. thoracicus longus) — иннервирует переднюю зубчатую мышцу;
- Подключичный нерв (n. subclavicularis) — иннервирует подключичную мышцу;
- Надлопаточный нерв (n. suprascapularis) — иннервирует надостную и подостную мышцы, капсулу плечевого сустава;
- Подлопаточный нерв (n. subscapularis) — иннервирует подлопаточную и большую круглую мышцы;
- Подмышечный нерв (n. axillaris) — дельтовидную и малую круглую мышцы, капсулу плечевого сустава, а также кожу верхних отделов боковой поверхности плеча[1];
- Грудные ветви (rr. pectorali) — ветви к большой и малой грудной мышце;
- Грудоспинной нерв (n. thoracodorsalis) — иннервирует широчайшую мышцу спины.

## Длинные ветви
Длинные ветви плечевого сплетения выходят из латерального, медиального и заднего пучков подключичной части плечевого сплетения. К ним относятся:
- Мышечно-кожный нерв (лат. n. musculocutaneus) выходит из латерального пучка, проходит через клювовидно-плечевую, двуглавую и плечевую мышцы, после локтевого сустава отдаёт латеральный кожный предплечья;
- Срединный нерв (лат. n. medianus) иннервирует круглый пронатор, лучевой сгибатель запястья, длинную ладонную мышцу, поверхностный сгибатель пальцев, длинный сгибатель большого пальца, латеральную часть глубокого сгибателя пальцев, квадратный пронатор, мышцы тенара (возвышение большого пальца), кроме мышцы, приводящей большой палец кисти, суставы запястья, первые 2 червеобразных мышц, кожу I, II и латеральную половину III пальцев, кожу ладонной поверхности кисти в пределах тех же пальцев. Образован слиянием двух корешков из латерального и медиального пучков на передней поверхности подмышечной артерии. Свои ветви отдаёт локтевому суставу, передним мышцам предплечья, окончательно разветвляется;
- Локтевой нерв (лат. n. ulnaris) иннервирует локтевой сгибатель запястья и медиальную часть глубокого сгибателя пальцев, мышцу, приводящую большой палец, все межкостные мышцы, две червеобразные мышцы, мышцы гипотенара (возвышение мизинца), кожу ладонной поверхности и частично пальцев. Выходит из медиального пучка плечевого сплетения, далее, не отдавая ветвей, сопровождает плечевую артерию по внутренней поверхности плеча, огибает медиальный надмыщелок плечевой кости и переходит на предплечье, сопровождая здесь локтевую артерию;
- Медиальный плечевой кожный нерв (лат. n. cutaneus brachii medialis) иннервирует кожу плеча медиально, сливаясь в подмышечной ямке с латеральной ветвью II, иногда и III межреберных нервов;
- Медиальный кожный нерв предплечья (лат. n. cutaneus antebrachii medialis) проходит на плече в сосудисто-нервном пучке с плечевой артерией, иннервирует кожу предплечья медиально;
- Лучевой нерв (лат. n. radialis)  иннервирует все разгибающие мышцы задней поверхности предплечья, кожу некоторых пальцев. Выходит из заднего пучка плечевого сплетения, проходит между плечевой костью и головками трехглавой мышцы, в латеральной борозде локтевой ямки образует две ветви — глубокую и поверхностную[1].